# Svjetsko prvenstvo u nogometu – Njemačka 2006., popis strijelaca
Popis strijelaca do sada (podebljani oni čije su ekipe ostale u natjecanju: zlatnom će biti podebljan pobjednik, srebrnom drugo plasirani, a brončanom treći na turniru, dok će podebljni biti oni koji su četvrti):
| 5 golova - Miroslav Klose 3 gola - Hernán Crespo - Maxi Rodríguez - Ronaldo - Thierry Henry - Zinedine Zidane - Lukas Podolski - David Villa - Fernando Torres 2 gola - Tim Cahill - Adriano - Aruna Dindane - Patrick Vieira - Bastian Schweinsteiger - Paulo Wanchope - Tomáš Rosický - Agustin Delgado - Carlos Tenorio - Steven Gerrard - Luca Toni - Marco Materazzi - Omar Bravo - Bartosz Bosacki - Maniche - Alexander Frei - Andrej Ševčenko | 1 gol - Flávio - Esteban Cambiasso - Lionel Messi - Javier Saviola - Carlos Tevez - Roberto Ayala - Harry Kewell - Craig Moore - John Aloisi - Fred - Kaká - Juninho Prenambucano - Gilberto - Zé Roberto - Rónald Gómez - Bonaventure Kalou - Didier Drogba - Bakary Kone - Jan Koller - Ivan Kaviedes - David Beckham - Joe Cole - Peter Crouch - Franck Ribéry - Darijo Srna - Niko Kovač - Torsten Frings - Philipp Lahm - Oliver Neuville - Asamoah Gyan - Sulley Ali Muntari - Haminu Dramani - Stephen Appiah - Sohrab Bakhtiarizadeh - Yahya Golmohammadi - Alberto Gilardino - Vincenzo Iaquinta - Filippo Inzaghi - Andrea Pirlo - Francesco Totti - Gianluca Zambrotta - Fabio Grosso - Alessandro Del Piero | - Shunsuke Nakamura - Ahn Jung Hwan - Lee Chun-Soo - Park Ji-Sung - Rafael Márquez - José Fonseca - Antonio Naelson - Arjen Robben - Ruud van Nistelrooy - Robin van Persie - Nelson Cuevas - Deco - Pauleta - Cristiano Ronaldo - Simão Sabrosa - Nuno Gomes - Clint Dempsey - Sami Al Jaber - Yasser Al Qahtani - Nikola Žigić - Saša Ilić - Juan Gutiérrez Moreno - Xabi Alonso - Raúl González - Marcus Allbäck - Henrik Larsson - Fredrik Ljungberg - Tranquillo Barnetta - Philippe Senderos - Mohamed Kader - Radhi Jaidi - Ziad Jaziri - Jaouhar Mnari - Maksim Kaliničenko - Serhij Rebrov - Andrij Rusol |

Autogol
- Cristian Zaccardo (1)
- Carlos Gamarra (1)
- Petit (1)
- Brent Sancho (1)